# 雷弱児
雷 弱児（らい じゃくじ、? - 355年）は、五胡十六国時代前秦の人物。南安郡出身の羌族酋長。

## 生涯
時期は不明だが、羌族を束ねて氐族酋長の苻洪に帰順した。
350年1月、苻洪が大都督・大将軍・大単于・三秦王を自称すると、雷弱児は輔国将軍に任じられた。3月、苻洪が亡くなると子の苻健が後を継いだ。
351年1月、苻健が天王・大単于の位に即き、国号を大秦と定めて東晋から自立すると、雷弱児は太尉に任じられた。352年8月、大司馬に移った。
これより以前、東晋の中軍将軍殷浩は密かに使者を派遣し、雷弱児・梁安へ、もし苻健を殺したならば関中の統治を認めると伝えた。雷弱児は偽ってこれを受け入れ、東晋軍が到来すればこれに応じると返答した。その後、殷浩は前秦の司空張遇が反乱を起こして苻健の兄の子である輔国将軍苻黄眉が洛陽から西に逃走したと聞き、雷弱児らの計画が成功したのだと考えた。10月、殷浩は寿春から7万を率いて北伐を行い、洛陽に入ろうとした。会稽王司馬昱は手紙を送って「弱児らの受け入れは偽りであり、浩はこれに応じずに軽々しく進まないように」と述べたが、従わずに軍を進めた。だがその途上で姚襄より奇襲を受けて大敗し、譙城へ撤退した。これ以降、殷浩・姚襄は対立し合うようになり、前秦は漁夫の利を得たが、これらは雷弱児が仕向けたものであったという。
354年2月、東晋の征西大将軍桓温が長安攻略を目指して北伐を敢行し、歩騎併せて4万を率いて江陵を出発した。3月、桓温が上洛・青泥を陥落させた。4月、苻菁・苻萇・苻雄・苻生・苻碩らが5万の兵を率いて桓温を迎え撃ったが、藍田において大敗を喫し、長安城南へ後退した。桓温は各地で転戦しながら前進し、遂に長安の東面にある灞上まで到達し、三輔の郡県は尽く桓温に降った。雷弱児は精鋭兵3万を率いて長安から出撃すると、苻萇らと合流して共に桓温の侵攻を阻んだ。6月、桓温は兵糧不足により撤退を開始すると、雷弱児らは桓温を追撃し、潼関において幾度も破り、数万を討ち取った。7月、桓温撃退の功績により、雷弱児は丞相に任じられた。
355年6月、苻健は病床に伏せるようになると、雷弱児を始めとした重臣を呼び寄せ、苻生を輔政するよう遺詔した。苻健が没すると、苻生が後を継いだ。
雷弱児は剛直な性格であり、しばしば厳しい諫言を行った。苻生の寵臣である趙韶・董栄らは奸佞な人物であり政治を乱していた。その為、雷弱児は彼らの振る舞いに憤慨し、朝政においてこの事を公言していた。12月、趙韶らはこれに恨みを抱き、苻生に雷弱児の事を讒言した。これにより、雷弱児は9人の子と27人の孫とと共に誅殺された。
雷弱児は誠意をもって前秦に仕え、年齢を重ねて多数の功績があった。その為、彼が誅殺されたことにより諸々の羌族は離心を抱き、離反する者が相次ぐようになったという。